# ألكسندرا كوزينسكي
ألكسندرا كوزينسكي (بالإنجليزية: Alexandra Kosinski)‏ هي منافسة ألعاب القوى أمريكية، ولدت في 29 مارس 1989 في El Dorado Hills, California ‏ في الولايات المتحدة.

## وصلات خارجية
- ألكسندرا كوزينسكي على موقع الاتحاد الدولي لألعاب القوى (الإنجليزية)